# Der Gaukler von Bologna

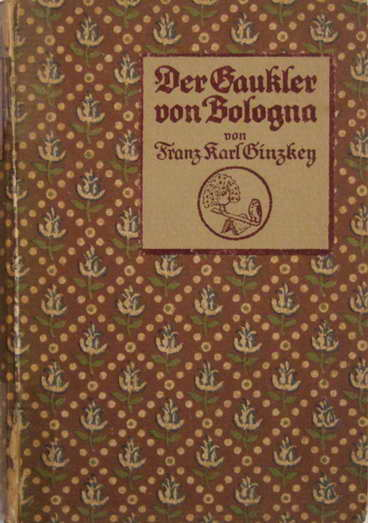
Franz Karl Ginzkey: Der Gaukler von Bologna. Staackmann, Leipzig 1916

Der Gaukler von Bologna ist eine historische Novelle des österreichischen Schriftstellers Franz Karl Ginzkey, die erstmals 1916 erschien. 
Nach „Der von der Vogelweide“ und Der Wiesenzaun ist es die dritte größere historische Erzählung des Autors, die noch vor Beginn des Ersten Weltkriegs fertiggestellt wurde. Erscheinen konnte sie jedoch erst während des Krieges. Im Mittelpunkt steht die Gestalt des italienischen Gelehrten Boncompagno da Signa, der um 1200 lebte und Professor in Bologna war. Dieser Gestalt begegnete Ginzkey bei seinen Recherchen zum Walter-von-der-Vogelweide-Roman, in dem er ursprünglich eine Nebenfigur sein sollte. Doch dann beschloss er die ungewöhnliche Person Boncompagnos zur Hauptfigur eines eigenen Werkes zu machen. Während der Entstehung der Novelle reiste Ginzkey persönlich nach Bologna, um einen Eindruck vom Schauplatz zu bekommen.
Der Gaukler von Bologna ist eines der heitersten Werke Ginzkeys, das voll Frohsinn ohne die sonst bei dem Autor stets latent vorhandene Melancholie auskommt. In ihm ist auch die Schilderung der Atmosphäre des studentischen Lebens im mittelalterlichen Bologna besser geglückt als in seinen anderen historischen Erzählungen.
Ginzkey wollte der Novelle ursprünglich folgende Zeilen voranstellen:

„Herr Boncompagno, als ich Euch entdeckt

ergriff ich Euch als hochwillkomm’ne Beute;

was Euch am Höchsten stand, war der Effekt;

Effekt, mich dünkt, narrt alle Welt noch heute.“

Von den Zeitgenossen wurde daher die historische Novelle auch als Anspielung auf Erscheinungen des literarischen Lebens zur Zeit Ginzkeys gemünzt, bei denen ebenso wie bei Boncompagno die Neuheit und die äußere Form im Mittelpunkt stehen. 

## Inhalt
Im Mittelpunkt der Handlung steht der Magister und Doktor der Rhetorik Boncompagno, der in die Universitätsstadt Bologna kommt. Dort trifft er auf die alteingesessenen Professoren, deren angesehenster Aldobrandinus ist, und die Boncompagno, dem schon ein zweifelhafter Ruf vorauseilt, mit großem Misstrauen begegnen. Dieser pflegt nämlich einen ganz unkonventionellen Stil, spricht unterhaltsam und allgemeinverständlich, und zielt mit seiner Rhetorik auf die praktische Anwendbarkeit der Wissenschaft für das Leben. Mit überlegenem Geist setzt er immer wieder auch die Stilmittel der Ironie und der Satire ein. All dies bringt frischen Wind in das verstaubte Gelehrtenleben und macht Boncompagno binnen kürzester Zeit zum gefeierten Helden der zahlreichen internationalen Studentenschaft Bolognas. Boncompagno schreckt auch nicht davor zurück seine Feinde durch Eulenspiegeleien bloßzustellen und lächerlich zu machen.
Die Tochter eines schwer erkrankten einheimischen Gelehrten, Betisia Gozzadini, ist eine wissbegierige und eifrige Schülerin ihres Vaters. Als sie von Boncompagno erfährt ist sie beeindruckt und neugierig, wie so viele ihrer Generation. Sie verkleidet sich als junger Mann und besucht dessen Vorlesungen, die ihren Eindruck auf sie nicht verfehlen. Es gelingt ihr, von Boncompagno als Gehilfe und persönlicher Schüler angenommen zu werden, wodurch sie aus nächster Nähe die Geistesart und den Charakter des Professors erfährt. Ihr Verhältnis zu ihrem ihr schon von frühester Kindheit her vertrauten Nachbarn Lorenzo, dem redlichen Soldaten und Stadthauptmann, tritt dadurch in den Hintergrund, da sie vom Studium und von Boncompagno beeindruckt ist.
Erst allmählich erkennt Betisia den zweifelhaften Charakter Boncompagnos, dem es stets um den äußeren Erfolg, nie aber um die innere Wahrheit alles Geschehens geht. Als Boncompagno Betisia einmal als Frau begegnet verliebt er sich in sie und will sie siegessicher für sich erobern. Dabei zieht er Betisia in ihrer Gestalt als Boncompagnos Gehilfe hinzu, um mit dessen Hilfe seine Absicht zu verwirklichen. Ganz nach dem Buchstaben eines von ihm verfassten Liebesbriefstellers will er dabei vorgehen und zugleich beweisen, dass das dort von ihm Geschriebene auch tatsächlich unfehlbar funktioniere. Dies trifft Betisia in ihrer Ehre zutiefst und sie wendet sich innerlich endgültig von ihrem einstigen Idol ab. Da sie selbst ebenfalls sehr geistreich ist, beschließt sie sich an Boncompagno, ganz in dessen Manier, durch einen Streich zu rächen. Dieser durchschaut am Ende zwar, dass sein Gehilfe Lionetto niemand anderer als Betisia ist, sie wird aber durch Lorenzo aus einer brenzligen Situation gerettet, der Boncompagno schließlich dazu zwingt, die Stadt zu verlassen. Dieser muss sich geschlagen geben. Als er geht, tut er dies nicht ohne der ganzen Stadt noch einen letzten spektakulären Streich gespielt zu haben. Betisia wurde die erste weibliche Doktorin und heiratete Lorenzo. Später hörte sie von Boncompagno, dass dessen Zauber offenbar gebrochen war. Unstet zog er durch die Lande und endete in einem Armenhaus.
Außer dieser Haupthandlung wird in zahlreichen bunten Szenen sehr anschaulich und unterhaltsam das mittelalterliche Studentenleben Bolognas geschildert. Darunter ist eine Gruppe Studenten aus aller Herren Länder, die sich zu einer „Tafelrunde“ zusammengefunden hat, den lukullischen Genüssen der Stadt frönt, ganz nebenbei die Mortadella erfindet und eine beleibte junge Dame enthusiastisch anschmachtet und verehrt. Einer dieser Studenten ist der aus Wien stammende Zeiserlberger. Weitere Nebenfiguren sind ein geldgieriger Antiquar, der den Studenten Lehrbücher verkauft, die seine minderjährige arme Nichte mit ihren zarten Fingern unablässig schreiben muss, schließlich aber von oben beschriebenen Studenten befreit wird und Maienkönigin Bolognas wird.

## Ausgaben
- Der Gaukler von Bologna. Staackmann, Leipzig 1916.
- Der Gaukler von Bologna. Deutsche Buch-Gemeinschaft, Berlin o. J. (um 1928).
- Ausgewählte Werke in vier Bänden. Bd. 4 Romane. Kremayr & Scheriau, Wien 1960.
- Der Gaukler von Bologna. Staackmann, München 1974.